# أندرياس بال
أندرياس بال (بالمجرية: Pál András)‏ (19 أغسطس 1985 ببودابست في المجر - ) هو لاعب كرة قدم مجري في مركز الهجوم. لعب مع نادي بودابست ونادي فاساس، ونادي سيوفوك.

## وصلات خارجية
- أندرياس بال على موقع قاعدة بيانات كرة القدم.إي يو (الإنجليزية)